# Amiran Papinaschwili
Amiran Papinaschwili (georgisch ამირან პაპინაშვილი; * 17. Juni 1988 in Batumi) ist ein georgischer Judoka. Er war Europameister 2013.

## Karriere
Der 1,62 m große Amiran Papinaschwili tritt international meist im Superleichtgewicht an, der Gewichtsklasse bis 60 Kilogramm. In Mannschaftswettbewerben startet er im Halbleichtgewicht bis 66 Kilogramm.
Ende 2008 gewann er seinen ersten georgischen Meistertitel, 2015 folgte der zweite Titel. 2009 gewann er in Tiflis sein erstes Weltcup-Turnier. Bei den Europameisterschaften 2011 unterlag er im Viertelfinale dem Ukrainer Heorhij Santaraja und belegte nach einer weiteren Niederlage gegen den Russen Arsen Galstjan den fünften Platz. Im Jahr darauf unterlag er im Halbfinale der Europameisterschaften 2012 in Tscheljabinsk dem Russen Beslan Mudranow. Mit einem Sieg über den Österreicher Ludwig Paischer sicherte sich Papinaschwili eine Bronzemedaille. Bei den Olympischen Spielen 2012 trat Betkili Schukwani für Georgien an.
Bei den Europameisterschaften 2013 in Budapest besiegte er im Halbfinale den Briten Ashley McKenzie und im Finale den Schweizer Ludovic Chammartin. Vier Monate später verlor der Europameister bei den Weltmeisterschaften 2013 in Rio de Janeiro sein Halbfinale gegen den Mongolen Daschdawaagiin Amartüwschin und den Kampf um Bronze gegen Orxan Səfərov aus Aserbaidschan. Ende der Woche gewannen die Georgier den Titel im Teamwettbewerb. Bei den Europameisterschaften 2014 in Montpellier siegte Papinaschwili im Viertelfinale über den Armenier Howhannes Dawtjan und im Halbfinale gegen İlqar Müşkiyev aus Aserbaidschan. Im Finale unterlag er dem Russen Beslan Mudranow. Vier Monate später bei den Weltmeisterschaften 2014 in Tscheljabinsk unterlag er im Halbfinale dem Mongolen Ganbatyn Boldbaatar. Mit einem Sieg über den Israeli Artiom Arshansky sicherte sich Papinaschwili eine Bronzemedaille. Die Europameisterschaften 2015 wurden im Rahmen der Europaspiele 2015 in Baku ausgetragen. Papinaschwili unterlag im Viertelfinale dem Niederländer Jeroen Mooren, mit Siegen über den Deutschen Tobias Englmaier und den Spanier Francisco Garrigós kämpfte sich der Georgier zur Bronzemedaille durch. Nach vier Medaillen in Folge belegte Papinaschwili bei den Europameisterschaften 2016 den fünften Platz. Bei den Olympischen Spielen 2016 in Rio de Janeiro bezwang er im Viertelfinale den Japaner Naohisa Takato und unterlag im Halbfinale Beslan Mudranow. Den Kampf um eine Bronzemedaille gegen den Usbeken Diyorbek Oʻrozboyev verlor der Georgier wie bereits das Halbfinale durch Strafwertungen.
Bei den Europameisterschaften 2017 und 2018 belegte Papinaschwili jeweils den fünften Platz. Aber bei den Weltmeisterschaften 2018 in Baku erreichte er wieder die Medaillenränge. Nach seiner Halbfinalniederlage gegen den Russen Robert Mschwidobadse siegte er im Kampf um eine Bronzemedaille gegen Kəramət Hüseynov aus Aserbaidschan. Die Europameisterschaften 2019 wurden im Rahmen der Europaspiele in Minsk ausgetragen, Papinaschwili erhielt eine Bronzemedaille.